# Paullinia plagioptera
Paullinia plagioptera är en kinesträdsväxtart som beskrevs av Ludwig Radlkofer. Paullinia plagioptera ingår i släktet Paullinia och familjen kinesträdsväxter. Inga underarter finns listade i Catalogue of Life.